# O’Connor (Ontario)
O’Connor to gmina (ang. township) w Kanadzie, w prowincji Ontario, w dystrykcie Thunder Bay.
Powierzchnia O’Connor to 108,58 km².
Według danych spisu powszechnego z roku 2001 O’Connor liczy 724 mieszkańców (6,67 os./km²).